# Equisetopsida
Equisetopsida je třída vyšších (cévnatých) rostlin. V současnosti existuje asi 35 druhů. Třída Equisetopsida obsahuje v současnosti jediný řád přesličkotvaré Equisetales. Další řády jsou vymřelé, byly na Zemi rozšířeny v prvohorách, např. Calamitales. V současnosti existuje jediná čeleď, přesličkovité (Equisetaceae). Čeleď přesličkovité obsahuje recentně 1-2 rody, záleží na pojetí. Např. Květena ČR uznává 2 rody: přeslička (Equisetum s. str.) a cídivka (Hippochaete), jiní jako Kubát 2002 uznává 1 široký rod přeslička (Equisetum s.l.) se 2 podrody: Equisetum a Hippochaete.

## Popis
Dnešní zástupci jsou byliny, v tropech nanejvýš liány. Prvohorní však byly i keře a stromy, které dorůstaly výšek až 30 m a tloušťky kmene až 1 m v průměru. Lodyhy byly a jsou většinou výrazně článkované. Článkovaný je i oddenek, z nodů vyrůstají adventivní kořeny. Sporofyly byly vždy odlišné od trofofylů. Trofofyly (klasické listy) byly zpravidla malé, jednoduché a s tendencí k přeslenitému uspořádání, původem jsou z jednotlivých telomů (sfenopsidní mikrofyly). U dnešních zástupců jsou redukované, srůstají v pochvu s volnými konci (zuby). Sporofyly tvoří strobilus. Jsou zpravidla izosporní, ale u vymřelých se vyskytovaly i heterosporní typy. Některé vymřelé vytvářely primitivní semena.
O životním cyklu a popisu se podrobněji dočtete v článcích přeslička a přesličky.